# I, the Mask
I, The Mask è il tredicesimo album in studio del gruppo musicale svedese In Flames, pubblicato il 1º marzo 2019 dalla Eleven Seven Music e dalla Nuclear Blast.
Si tratta del primo album, da Whoracle del 1997, senza il bassista Peter Iwers, sostituito da Bryce Paul, e l'ultimo con Joe Rickard, sostituito da Tanner Wayne prima del completamento dell'album (la traccia (This Is Our) House è stata interamente registrata da Wayne) e con il chitarrista Niclas Engelin.

## Tracce
Testi e musiche di Anders Fridén, Björn Gelotte e Howard Benson, eccetto dove indicato.
1. Voices – 4:48
2. I, the Mask – 3:41
3. Call My Name – 3:33
4. I Am Above – 3:49
5. Follow Me – 4:55
6. (This Is Our) House – 4:16
7. We Will Remember – 4:04
8. In This Life – 3:52 (Fridén, Gelotte, Benson, Seann Bowe, Lenny Skolnik)
9. Burn – 3:43
10. Deep Inside – 4:21
11. All the Pain – 4:29
12. Stay with Me – 5:16

Traccia bonus nell'edizione digipak e giapponese
1. Not Alone – 4:04

## Formazione
Gruppo
- Anders Fridén – voce
- Björn Gelotte – chitarra
- Niclas Engelin – chitarra
- Bryce Paul Newman – basso
- Tanner Wayne – batteria (traccia 6)

Altro personale
- Joe Rickard – batteria (eccetto traccia 6)
- Örjan Örnkloo – programmazione
- Howard Benson – tastiera aggiuntiva, produzione
- Mike Plotnikoff − registrazione
- Trevor Dietrich − ingegneria del suono aggiuntiva
- Zach Darf − ingegneria del suono aggiuntiva
- Hatsukazu "Hatch" Inagaki − registrazione
- Paul Decarli − editing digitale
- Chris Lord-Alge − missaggio
- Ted Jensen − mastering
- Blake Armstrong − artwork